# Gochy

Flaga Kaszub

Gochy (kaszub. Gòchë) – region w Polsce, będący częścią Kaszub. Region leży na dawnych obszarach historycznego powiatu człuchowskiego (Brzeźno Szlacheckie, Borzyszkowy i Zapceń), tym samym terminem określa się również mieszkańców tego regionu, którzy zamieszkują również kaszubskie wsie w powiecie bytowskim. Gochy graniczą na zachodzie z ziemią miastecką, na południu z północnymi krańcami dzisiejszego powiatu chojnickiego, na wschodzie z Zaborami i na północy z Pojezierzem Bytowskim. Wywodzi się stąd wiele kaszubskich rodów szlachty zaściankowej. 
Główne miejscowości Gochów to:
- Borowy Młyn
- Brzeźno Szlacheckie
- Borzyszkowy
- Lipnica

## Pochodzenie nazwy
Zgodnie z kaszubską etymologią ludową nazwa Gochy pochodzi od słowa doch (kaszub. z niem. „przecież”), którego tamtejsza ludność miała rzekomo przesadnie nadużywać.
W rzeczywistości kaszubskie słowo gòchë oznacza nieurodzajne piaszczyste ziemie z kamieniami morenowymi, które są charakterystyczne dla tej części Kaszub.